# ألان آيرتس
ألان آيرتس (بالإنجليزية: Alan Aerts)‏ هو رافع أثقال ‏ أمريكي، ولد في 1956.